# 7 floréal
7 germinal 7 prairial
Le septidi 7 floréal, officiellement dénommé jour du muguet, est le 217e jour de l'année du calendrier républicain.
C'était généralement le 26e jour du mois d'avril dans le calendrier grégorien.